# Oleksandr Martchenko
Cet article concerne l'homme politique. Pour l'avironneur, voir Oleksandr Marchenko.
Pour les articles homonymes, voir Martchenko.
Oleksandr Oleksandrovytch Martchenko (en ukrainien : Олекса́ндр Олекса́ндрович Ма́рченко), né le 14 janvier 1965 et mort le 7 mars 2022, est un homme politique ukrainien.
Membre de Svoboda, il est député de la Rada de 2014 à 2019.
Il meurt le 7 mars 2022, à l'âge de 57 ans, alors qu'il combat l'invasion russe de l'Ukraine à Pouchtcha-Vodytsia (en), au nord-ouest de Kiev, il s'était engagé dans l'armée de son pays.